# 矢野良子
矢野 良子（やの りょうこ、1978年〈昭和53年〉12月20日 - ）は、日本のバスケットボール選手。徳島県出身。ポジションはフォワード。ニックネームは「リョウ」。「花の78年組」の一人。2004年アテネオリンピック日本代表。

## 経歴
三人姉妹の末っ子で、矢野優子は次姉
姉たちの影響でバスケを始め、徳島県立城北高等学校卒業後の1997年に次姉が所属していたジャパンエナジー（現ENEOS）に加入。当初のポジションはセンターフォワードであった。萩原美樹子のWNBA移籍後はチームのエースとして活躍し、Wリーグ優勝4回、皇后杯全日本総合選手権（オールジャパン）優勝6回に貢献した。2003-04シーズンWリーグプレーオフMVPも受賞。
2005年、富士通レッドウェーブに移籍。2006年の第72回オールジャパンでチームの初優勝に貢献。以後2008年の第74回大会まで3連覇を達成。
Wリーグでは2006-07シーズンにレギュラーシーズンMVPを獲得した。2007-08シーズンはプレーオフで古巣JOMOを下しチーム初のリーグ優勝を達成し、MVPを獲得した。異なるチームでのWリーグプレーオフMVPは史上初。2008年、富士通とプロ契約を締結。日本女子バスケットボール選手では、大神雄子に次ぎ2人目となる。
2008-09シーズン終了後に富士通を退団し、トヨタ自動車アンテロープスに移籍。1シーズン目の2009-10レギュラーシーズンで1位となり、同MVPを獲得。2013年の第79回オールジャパンではトヨタの初優勝に貢献した。
2017年オフトヨタを退団し、3x3（3人制バスケットボール）への転向を表明。2020年、3x3日本選手権大会でMVPを受賞

## 日本代表歴
1996年、U-18日本代表に選出され、U-18アジア選手権で準優勝。翌年のU-19世界選手権に出場した。
バスケットボール女子日本代表には2001年に初選出され、アジア選手権で準優勝。翌2002年の世界選手権に出場。
2004年1月、仙台市で行われたアジア選手権兼アテネオリンピック予選では準優勝してアテネオリンピック出場権を獲得。準決勝の韓国戦では34得点を挙げ、逆転勝利の立役者となった。同年8月、アテネオリンピックに出場。
その後、2005年アジア選手権、2008年北京オリンピック世界最終予選、2012ロンドンオリンピック世界最終予選にも出場した。
3x3転向後、3x3女子日本代表で2017年FIBA 3x3ワールドカップに出場している

## 受賞歴
- WJBLプレーオフMVP（2003-04,2007-08）
- WJBLレギュラーシーズンMVP（2006-07,2009-10）
- WJBLベスト5（2001-02、2002-03,2003-04,2006-07,2007-08,2009-10,2011-12）
- 全日本総合バスケットボール選手権大会ベスト5（2006,2007,2008,2009,2012,2013）
- 年間ベスト5賞（2000,2003,2005,2006,2007,2008,2009）